# سعفة ساقية
السعفة الساقية أو سعفة الفخذ أو سعفة باطن الفخذين والمغبن أو سعفة الأرفاغ أو تعفن سكروت (باللاتينية: Tinea cruris) (بالإنكليزية البريطانية) أو حكة جوك (بالإنجليزية: jock itch)‏ (بالإنكليزية الأمريكية) هي عبارة عن عدوى فطرية للمنطقة العجانية عند الذكور والإناث، ولكنها تكون أكثر شيوعاً عند الرجال منها عند النساء.

## الأعراض
و كما يدل اسم المرض فإن الأعراض تظهر على شكل حكة وشعور بالحرقة في المنطقة الحنية ومنطقة طيات الجلد الفخذية والشرجية. كما يمكن أن تمتد إلى المنطقة الداخلية من الفخذ وإلى الأعضاء التناسلية وإلى كل من المنطقة العجانية وحول الشرجية.
تتلون المناطق المصابة بالحمرة أو السمرة أو تكون مائلة للون البني ويكون الجلد متشقق ومجعد ويميل إلى التقشر ثم التساقط.
تبدأ العدوى في الطور الحاد من طيات المنطقة الحنية بحجم نصف انش، وغالباً ما تكون على الجانبين، ثم تكبر وتمتد إلى مناطق أخرى من غير شكل مميز. تظهر الأعراض على شكل بقع محمرة مرتفعة وبقع متقشرة مع حدود مرتفعة مميزة.
عندما تتطور الأفة فقد تمتد إلى الأسفل باتجاه منطقة الفخذ الداخلية. تكون الحواف المتقدمة أكثر حمرة وارتفاعاً من المناطق المخموجة والتي مضى عليها وقت أطول. تكون الحواف المتقدمة متقشرة ومميزة بشكل واضح.

## العامل المسبب
تنتج هذه الإصابة من العدوى الانتهازية على الأغلب. حيث أن بعض الفطور من مناطق أخرى من الجسم (مثل قدم الرياضي) يمكن أن تتسبب بهذه الإصابة. تؤمن المناطق الحارة والرطبة جواً مناسباً لتكاثر الفطور وخاصة عند لبس الملابس الضيقة وحدوث احتكاك شديد مع الجسم.
أغلب الفطور شيوعاً في التسبب بهذه الإصابة هو فطر تريكوفايتون روبروم. كما يمكن للمبيضات البيض أن تلعب دوراً في الإصابة.

## الوقاية
ينصح الأطباء بالوقاية لمنع الفطريات من التكون حتى لا تقع تعفن سكروت. الوقاية تكون بإزالة الحرارة والرطوبة من منطقة الفخذين.
- تنشيف المنطقة بفوطة نظيفة بعد الانتهاء من الأستحمام أو السباحة أو التعرق.
- تنشيف بعد الأنشطة البدنية.
- لبس ملابس داخلية كتانية لأن ليدهم منع قوي للهواء والرطوبة.
- تجنب ملابس البوليستر لأنها تساعد على تكوين الفطريات والبكتيريا.

## العلاج
أفضل علاج لتعفن سكروت هو المضادات الفطرية بنوع allylamine أو azole، وأيضا التي تحتوي على تيربينافين ونافتيفين

## اقرأ أيضاً
- القوباء الحلقية
- المضاد الفطري